# Predicaat (titel)
Een predicaat (tot 2006 gespeld als predikaat) is een toevoeging die, net als een academische titel, aan de voornaam voorafgaat. Dit in tegenstelling tot adellijke titels, die tussen de voornaam en de geslachtsnaam geplaatst worden. Adellijke predicaten worden verleend bij koninklijk besluit (KB), van 1813 tot maart 1815 bij souverein besluit (SB).
Sommige predicaten zijn ook aanspreekvormen. Predicaten zijn in Nederland bij wet geregeld. De predicaten zijn niet hetzelfde als de titulatuur, daaronder wordt verstaan de manier waarop personen aangeduid of aangesproken worden.
Nederlandse adellijke personen aan wie geen adellijke titel is toegekend hebben recht op het adellijk predicaat (in de Nederlandse wet met een "k" geschreven) van jonkheer of jonkvrouw(e). In België geldt jonkheer/jonkvrouw als een adellijke titel.
Adel met als titel prins, hertog, groothertog of aartshertog voert tevens een predicaat. De leden van het koninklijk huis vallen daar automatisch onder. Daarnaast zijn er in Nederland de prins van Waterloo, het geslacht De Riquet de Caraman en de Nederlandse leden van het huis De Bourbon de Parme.
Met de toekenning van zo'n titel wordt ook het predicaat toegekend. Zo werden aan Máxima Zorreguieta bij haar huwelijk de titels prinses der Nederlanden, prinses van Oranje-Nassau verleend met het predicaat "Koninklijke Hoogheid".
De Britse koningin Elizabeth II besliste dat Diana Spencer, die na haar scheiding het predicaat Koninklijke Hoogheid verloor, de titel prinses mocht blijven voeren. Hetzelfde geldt voor de gescheiden prinses Alexandra van Denemarken; zij mocht de titel prinses blijven voeren, maar werd gedegradeerd van "Koninklijke Hoogheid" tot "Hoogheid". Toen ze hertrouwde, verloor zij die titel en het predicaat.

## Adellijke predicaten in Nederland
De Hoge Raad van Adel in Nederland noemt acht predicaten:
- De regerende vorst voert het predicaat Zijne Majesteit of het vrouwelijke equivalent Hare Majesteit.
- Een lid van de koninklijke familie (behalve de regerende vorst) voert het predicaat Zijne Koninklijke Hoogheid of Hare Koninklijke Hoogheid.
- Een persoon die de hoge adellijke titel van hertog of prins voert, maar niet tot een koninklijk geslacht behoort, voert het predicaat Zijne Hoogheid of Hare Hoogheid.
- Ongetitelde adel voert het predicaat jonkheer of jonkvrouw. Een uitzondering is het geslacht Van Oranje-Nassau van Amsberg, waarvan de leden wel het predicaat jonkeer of jonkvrouw van Amsberg dragen.

Niet alle leden van de Nederlandse Koninklijke familie voeren het predicaat Hare Koninklijke Hoogheid of Zijne Koninklijke Hoogheid. Alle leden van het Koninklijk Huis voeren daarentegen wel het predicaat, met uitzondering van de echtgenoot van Prinses Margriet. De geslachtsnaam, titels en predicaten van leden van het koningshuis worden via Koninklijk Besluit bepaald en kunnen dus afwijken met naaste familieleden. 

## Niet-adellijke predicaten
Het predicaat "koninklijk" in Koninklijke Peijnenburg B.V., Koninklijke Philips, KLM enzovoort, berust, evenals het predicaat "hofleverancier", op formele regels.